# Euhesma bronzus
Euhesma bronzus är en biart som beskrevs av Exley 2001. Euhesma bronzus ingår i släktet Euhesma och familjen korttungebin. Inga underarter finns listade i Catalogue of Life.

## Bildgalleri

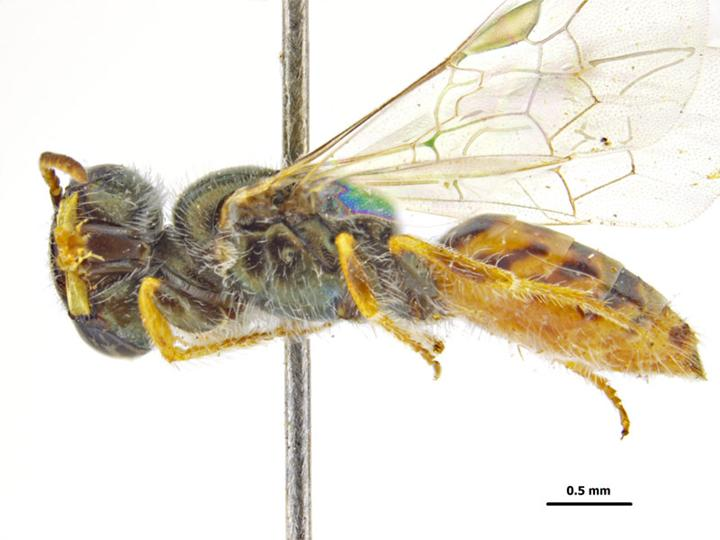
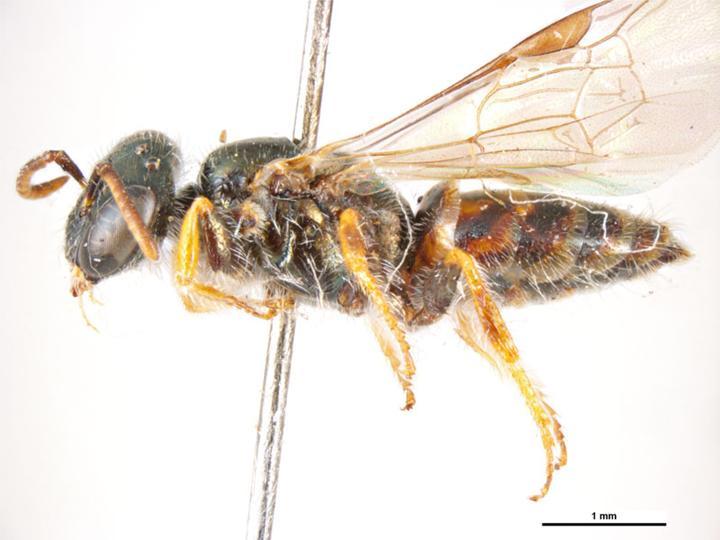